# Чарльз Флінн
Чарльз Флінн (англ. Charles A. Flynn; нар. 1963, Міддлтаун, Род-Айленд) — американський воєначальник, генерал армії США (2021), командувач Тихоокеанської армії. З червня 2019 року по травень 2021 року обіймав посаду заступника начальника штабу з операцій, планів і навчання (G3/5/7) штабу армії. Він є молодшим братом генерал-лейтенанта Майкла Т. Флінна, першого радника Дональда Трампа з національної безпеки. Учасник війн у Перській затоці, в Афганістані та Іраку.

## Біографія
Чарльз Флінн народився й виріс у Міддлтауні, штат Род-Айленд, де в 1981 році закінчив середню школу Міддлтауна. Навчався в Корпусі підготовки офіцерів запасу армії в Університеті Род-Айленда в 1985 році. У 1985 році він здобув ступінь бакалавра наук з маркетингу в Університеті Род-Айленда.
Флінн здобув ступінь магістра мистецтв у галузі національної безпеки та стратегічних досліджень у Військово-морському коледжі в 1997 році та ступінь магістра наук у галузі планування спільної кампанії та стратегії в Об'єднаній передовій школі бойових дій у Штабному коледжі об'єднаних сил Національного університету оборони США.
На початку своєї кар'єри Флінн отримав кваліфікацію офіцера піхоти. Крім того, він закінчив курси рейнджерів, парашутних військ і патфайндерів. Проходив службу на офіцерських посадах командира роти 4-го батальйону 325-го піхотного полку та командира роти 2-го батальйону 75-го полку рейнджерів. Він також служив оперативним офіцером (S-3) 1-го батальйону 27-го піхотного полку та 2-ї бригадної бойової групи 25-ї піхотної дивізії. Згодом Флінн командував 2-м батальйоном 504-го парашутно-десантного полку, брав участь в операціях «Нескорена свобода» та «Свобода Іраку». Він знову відправився в Ірак як командир 1-ї бригадної бойової групи 82-ї повітрянодесантної дивізії. Пізніше він служив виконавчим помічником директора Об'єднаного штабу та виконавчим офіцером командувача Міжнародними силами сприяння безпеці Збройних сил США в Афганістані. Далі Флінн обіймав посаду директора Командного центру передового досвіду місії (MCCOE) і виконував обов'язки командувача Об'єднаного озброєного центру армії США.
Флінн служив заступником командира 82-ї повітрянодесантної дивізії з операцій і помічником оперативного офіцера з питань готовності (G-3/5/7) Командування сил армії США. Він командував 25-ю піхотною дивізією з 2014 по 2016 роки, потім був призначений заступником командувача Тихоокеанської армії США. Далі він служив помічником заступника начальника штабу з операцій (G-3/5/7) у штабі армії. У червні 2019 року Флінн був призначений заступником начальника штабу армії з операцій (G3/5/7).
30 листопада 2020 року його кандидатуру на підвищення в генерали було подано до Сенату США та 20 грудня 2020 року підтверджено голосуванням повного складу Сенату. 25 січня 2021 року Міністерство оборони оголосило, що Флінн стане наступним командувачем Тихоокеанської армії США у форті Шафтер у Гонолулу. 4 червня 2021 року Чарльз Флінн прийняв командування армією на церемонії зміни командування у форті Шафтер, Гаваї.
Під час штурму Капітолія 2021 року відбулася телефонна нарада між поліцією Капітолія, представниками округу Колумбія та представниками Пентагону. У цьому дзвінку начальник поліції Капітолія зробив «невідкладний, терміновий запит про допомогу Національної гвардії», сказавши їм, що йому потрібні «сухопутні війська» для посилення. Однак генерал-лейтенант Волтер Е. Піатт, директор штабу Армії, сказав, що він не може рекомендувати схвалення запиту. Спочатку заперечуючи свою причетність, армія пізніше підтвердила, що Флінн брав участь у телефонній розмові, хоча й стверджувала, що він не пам'ятає, чи говорив він щось під час критичної розмови про розгортання Національної гвардії, але інші учасники розмови повідомили, що чули його голос. На початку грудня 2021 року полковник Ерл Г. Метьюз опублікував записку, в якій звинуватив Флінна в навмисному спотворенні подій 6 січня, описавши Флінна та генерал-лейтенанта Волтера Е. Піатта як «абсолютних і беззастережних брехунів» і в «лжесвідченнях перед Конгресом». Роль Чарльза Флінна викликала пильну увагу у світлі нещодавніх закликів його брата Майкла до воєнного стану та повторних виборів під наглядом військових.